# 중동 나들목
중동 나들목(Jungdong IC)은 경기도 부천시 원미구 상동에 위치한 수도권제1순환고속도로의 24번 교차로이다. 명칭과는 달리 중동이 아닌 상동에 설치되어 있으며, 길주로와 입체 교차로로 연결되어 있다. 부천시내 및 인천 시내 (부평구 일대)로 진출할 수 있다.
2010년 12월 13일 밤 10시 32분경에 부천고가교 하부에서 발생한 유조차 화재에 의한 중동 나들목 구간 상판의 소실로 인해 나들목이 임시 폐쇄되었고, 같은 해 12월 23일부터 재시공되었으며, 2011년 3월 15일에 재개통되었다.
하루 통행량이 23만 대로 수도권제1순환고속도로에서 통행량이 가장 많은 곳이다. 고속도로 본선 상에 신호등이 설치되어 있다. 나들목 구조는 평촌 나들목, 둔산 나들목과 같은 다이아몬드형이다.

## 연혁
- 1998년 7월 24일 : 서울외곽순환고속도로 장수 ~ 서운 구간 개통에 따라 영업 개시[4]
- 2010년 12월 13일 : 부천고가교 하부에서 발생한 유조차 화재에 의한 중동 나들목 구간 상판의 소실로 인해 나들목 임시 폐쇄.
- 2010년 12월 23일 : 나들목 재공사 착공
- 2011년 3월 15일 : 나들목 재개통

## 구조물 정보
- 위치: 경기도 부천시 원미구 상동

## 접속하는 도로
- 길주로